# 和泉橋本駅
和泉橋本駅（いずみはしもとえき）は、大阪府貝塚市橋本にある、西日本旅客鉄道（JR西日本）阪和線の駅である。駅番号はJR-R42。

## 歴史
- 1930年（昭和5年）6月16日：阪和電気鉄道の和泉府中駅 - 阪和東和歌山駅（現在の和歌山駅）間延伸により開業。
- 1940年（昭和15年）
  - 上半期：貨物取扱を開始する[1]。
  - 12月1日：阪和電気鉄道が南海鉄道に吸収合併され、南海山手線の駅となる[2]。
- 1944年（昭和19年）5月1日：戦時買収により国有化され、運輸通信省（国鉄）阪和線の駅となる[2]。
- 1987年（昭和62年）4月1日：国鉄分割民営化により、西日本旅客鉄道（JR西日本）の駅となる[2]。
- 1993年（平成5年）7月1日：阪和線運行管理システム（初代）導入。
- 1998年（平成10年）6月9日：自動改札機を設置し、供用開始[3]。
- 2003年（平成15年）11月1日：ICカード「ICOCA」の利用が可能となる[4]。
- 2013年（平成25年）9月28日：阪和線運行管理システムを2代目のものに更新。
- 2015年（平成27年）
  - 2月25日：みどりの窓口の営業を終了。
  - 2月26日：みどりの券売機プラスが稼働。
- 2018年（平成30年）3月17日：駅ナンバリングが導入され、使用を開始。
- 2022年（令和4年）8月31日：みどりの券売機プラス撤去[5][6]。

## 駅構造
相対式ホーム2面2線を持つ地上駅。分岐器のない棒線駅の構造であるが、踏切長時間鳴動対策のために駅前後の信号機が絶対信号機に変更されたため、停留所ではない。駅舎は和歌山方面行きホーム天王寺寄りにあり、反対側の天王寺方面行きホームへは跨線橋で結ばれている。エレベーターと多機能トイレが設置されている。
和泉府中駅が管理しておりJR西日本交通サービスによる業務委託駅である。ICカード「ICOCA」を利用することができる（相互利用可能ICカードはICOCAの項を参照）。

### のりば
| のりば | 路線   | 方向 | 行先                       |
| ------ | ------ | ---- | -------------------------- |
| 1      | 阪和線 | 下り | 熊取・関西空港・和歌山方面 |
| 2      | 阪和線 | 上り | 鳳・天王寺・大阪方面       |

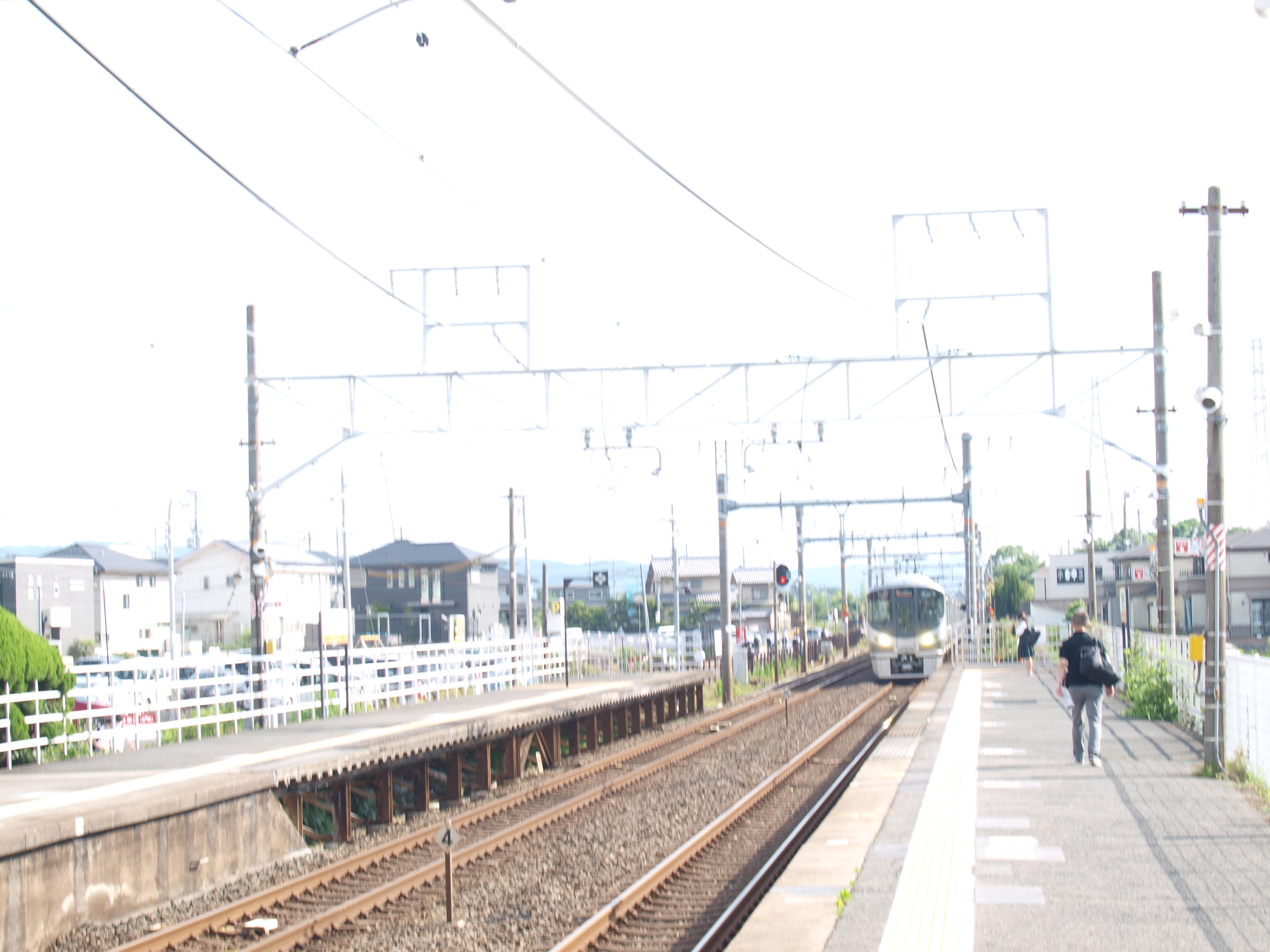
和泉橋本駅の下り（和歌山）方(2022年6月）
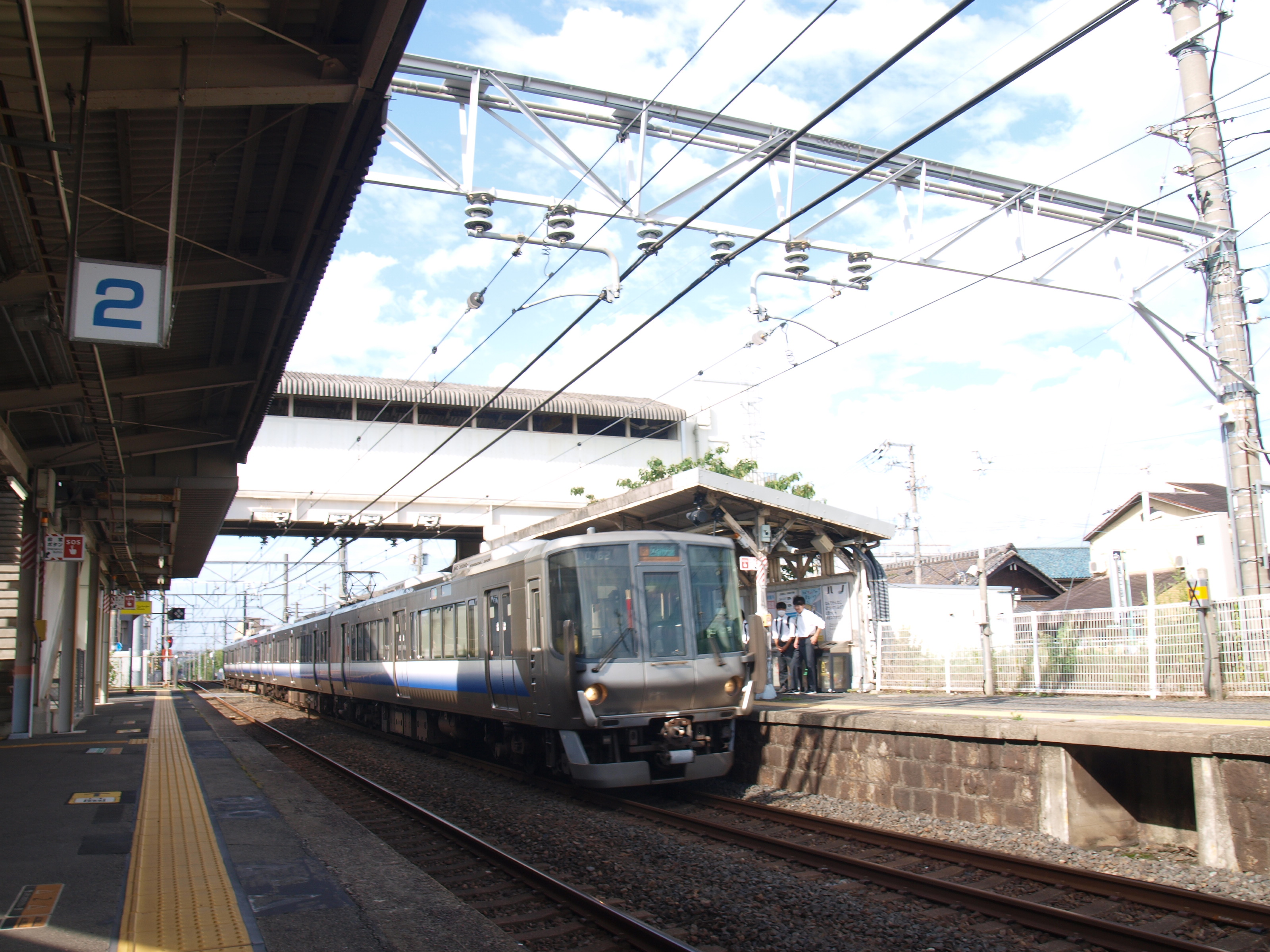
和泉橋本駅の上り（天王寺）方(2022年6月）

## 利用状況
2023年（令和5年）度の一日平均乗車人員は2,823人である。
各年度の1日の平均乗車人員は以下の通りである。
| 年度               | 1日平均 乗車人員 | 出典          |
| ------------------ | ---------------- | ------------- |
| 1988年（昭和63年） | 2,903            | [ 大阪府 1 ]  |
| 1989年（平成元年） | 2,956            | [ 大阪府 1 ]  |
| 1990年（平成02年） | 3,118            | [ 大阪府 2 ]  |
| 1991年（平成03年） | 3,223            | [ 大阪府 3 ]  |
| 1992年（平成04年） | 3,277            | [ 大阪府 4 ]  |
| 1993年（平成05年） | 3,285            | [ 大阪府 5 ]  |
| 1994年（平成06年） | 3,257            | [ 大阪府 6 ]  |
| 1995年（平成07年） | 3,235            | [ 大阪府 7 ]  |
| 1996年（平成08年） | 3,198            | [ 大阪府 8 ]  |
| 1997年（平成09年） | 3,260            | [ 大阪府 9 ]  |
| 1998年（平成10年） | 3,271            | [ 大阪府 10 ] |
| 1999年（平成11年） | 3,226            | [ 大阪府 11 ] |
| 2000年（平成12年） | 3,174            | [ 大阪府 12 ] |
| 2001年（平成13年） | 3,060            | [ 大阪府 13 ] |
| 2002年（平成14年） | 2,982            | [ 大阪府 14 ] |
| 2003年（平成15年） | 2,982            | [ 大阪府 15 ] |
| 2004年（平成16年） | 3,040            | [ 大阪府 16 ] |
| 2005年（平成17年） | 3,011            | [ 大阪府 17 ] |
| 2006年（平成18年） | 3,006            | [ 大阪府 18 ] |
| 2007年（平成19年） | 2,953            | [ 大阪府 19 ] |
| 2008年（平成20年） | 2,988            | [ 大阪府 20 ] |
| 2009年（平成21年） | 2,908            | [ 大阪府 21 ] |
| 2010年（平成22年） | 3,084            | [ 大阪府 22 ] |
| 2011年（平成23年） | 3,067            | [ 大阪府 23 ] |
| 2012年（平成24年） | 3,202            | [ 大阪府 24 ] |
| 2013年（平成25年） | 3,326            | [ 大阪府 25 ] |
| 2014年（平成26年） | 3,292            | [ 大阪府 26 ] |
| 2015年（平成27年） | 3,333            | [ 大阪府 27 ] |
| 2016年（平成28年） | 3,300            | [ 大阪府 28 ] |
| 2017年（平成29年） | 3,309            | [ 大阪府 29 ] |
| 2018年（平成30年） | 3,277            | [ 大阪府 30 ] |
| 2019年（令和元年） | 3,212            | [ 大阪府 31 ] |
| 2020年（令和02年） | 2,597            | [ 大阪府 32 ] |
| 2021年（令和03年） | 2,670            | [ 大阪府 33 ] |
| 2022年（令和04年） | 2,833            | [ 大阪府 34 ] |
| 2023年（令和05年） | 2,823            | [ 大阪府 35 ] |

## 駅周辺
- イオン貝塚店
- 日本郵便 貝塚橋本郵便局
- 大阪府道30号大阪和泉泉南線
- 大阪府道64号和歌山貝塚線
- 大阪府道239号水間和泉橋本停車場線
- 大阪府道240号和泉橋本停車場線

### バス路線
貝塚市のコミュニティバス「は〜もに〜ばす」が発着する。
- 駅舎側バス停
  - 緑バス（福祉型）：貝塚市役所
  - 緑バス（路線バス）：水間観音駅
- 駅舎向かい側バス停（駅山側交差点付近）
  - 緑バス（福祉型）：水間観音駅
  - オレンジバス：市立貝塚病院方面

## 隣の駅
西日本旅客鉄道（JR西日本）
 阪和線
■関空快速・■紀州路快速・■快速・■直通快速
通過
■区間快速・■普通
東貝塚駅 (JR-R41) - 和泉橋本駅 (JR-R42) - 東佐野駅 (JR-R43)

### 記事本文

### 利用状況
1. ↑  大阪府統計年鑑 - 大阪府

大阪府統計年鑑
1. 1 2  大阪府統計年鑑（平成2年） (PDF)
2. ↑  大阪府統計年鑑（平成3年） (PDF)
3. ↑  大阪府統計年鑑（平成4年） (PDF)
4. ↑  大阪府統計年鑑（平成5年） (PDF)
5. ↑  大阪府統計年鑑（平成6年） (PDF)
6. ↑  大阪府統計年鑑（平成7年） (PDF)
7. ↑  大阪府統計年鑑（平成8年） (PDF)
8. ↑  大阪府統計年鑑（平成9年） (PDF)
9. ↑  大阪府統計年鑑（平成10年） (PDF)
10. ↑  大阪府統計年鑑（平成11年） (PDF)
11. ↑  大阪府統計年鑑（平成12年） (PDF)
12. ↑  大阪府統計年鑑（平成13年） (PDF)
13. ↑  大阪府統計年鑑（平成14年） (PDF)
14. ↑  大阪府統計年鑑（平成15年） (PDF)
15. ↑  大阪府統計年鑑（平成16年） (PDF)
16. ↑  大阪府統計年鑑（平成17年） (PDF)
17. ↑  大阪府統計年鑑（平成18年） (PDF)
18. ↑  大阪府統計年鑑（平成19年） (PDF)
19. ↑  大阪府統計年鑑（平成20年） (PDF)
20. ↑  大阪府統計年鑑（平成21年） (PDF)
21. ↑  大阪府統計年鑑（平成22年） (PDF)
22. ↑  大阪府統計年鑑（平成23年） (PDF)
23. ↑  大阪府統計年鑑（平成24年） (PDF)
24. ↑  大阪府統計年鑑（平成25年） (PDF)
25. ↑  大阪府統計年鑑（平成26年） (PDF)
26. ↑  大阪府統計年鑑（平成27年） (PDF)
27. ↑  大阪府統計年鑑（平成28年） (PDF)
28. ↑  大阪府統計年鑑（平成29年） (PDF)
29. ↑  大阪府統計年鑑（平成30年） (PDF)
30. ↑  大阪府統計年鑑（令和元年） (PDF)
31. ↑  大阪府統計年鑑（令和2年） (PDF)
32. ↑  大阪府統計年鑑（令和3年） (PDF)
33. ↑  大阪府統計年鑑（令和4年） (PDF)
34. ↑  大阪府統計年鑑（令和5年） (PDF)
35. ↑  大阪府統計年鑑（令和6年） (PDF)